# Xã Milo, Quận Delaware, Iowa
Xã Milo (tiếng Anh: Milo Township) là một xã thuộc quận Delaware, tiểu bang Iowa, Hoa Kỳ. Năm 2010, dân số của xã này là 1.216 người.